# Сім Партид
Сім Партид (також Сім партид Альфонсо X Мудрого; ісп. Siete Partidas, Las Siete Partidas de Alfonso X el Sabio) — законодавчий збірник ХІІІ ст., визначна пам'ятка права середньовічної Іспанії. Партиди були поєднанням в основному іспанських правових звичаїв та римського права. Укладені Альфонсо Х Мудрим з метою встановлення однакових правил нормативного регулювання для всього Кастильського королівства. Вони мали значний вплив на подальший розвиток систем права Іспанії, Португалії та іспаномовних країн Латинської Америки.

## Історія створення

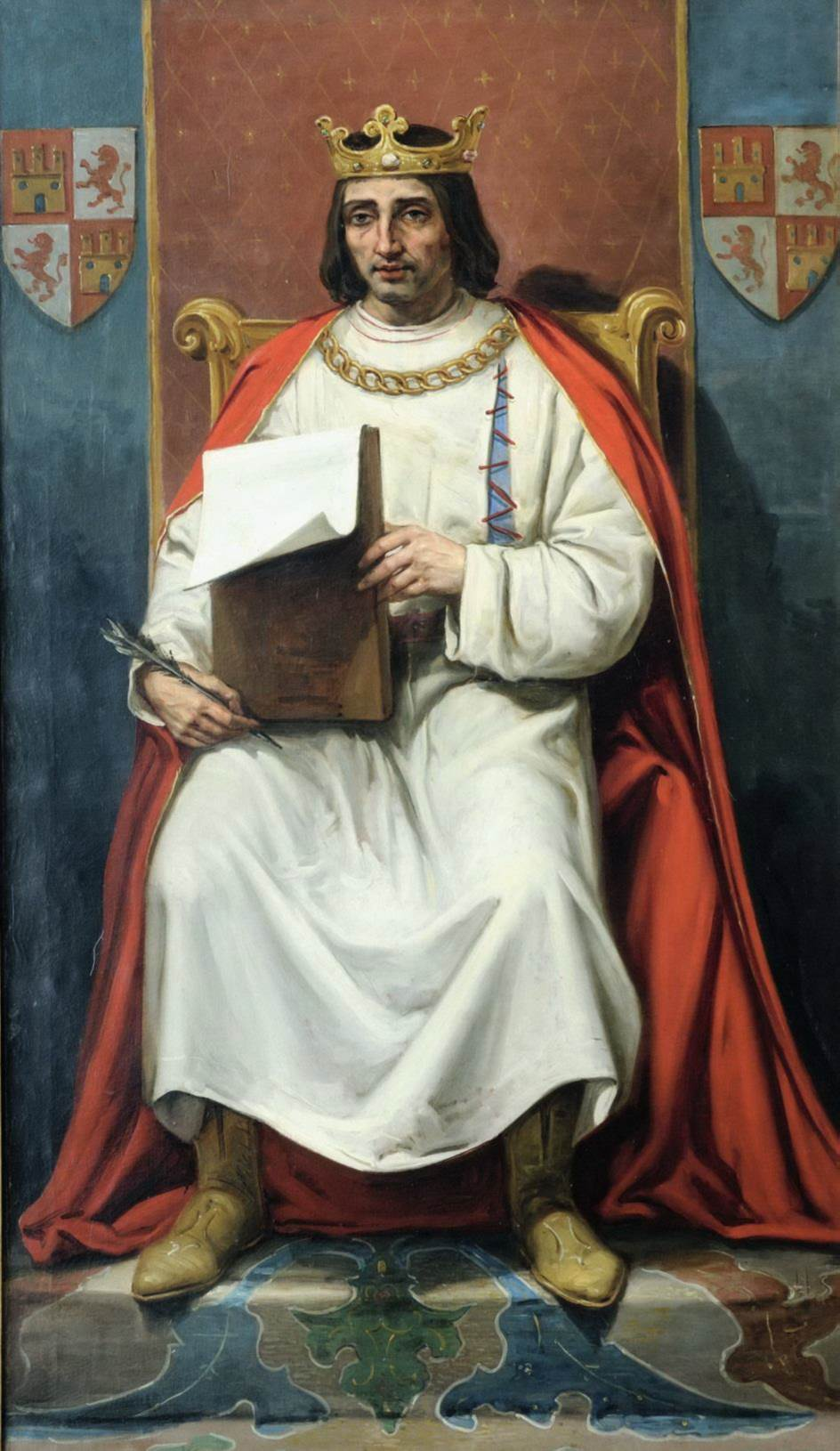
Альфонсо Х Мудрий. Картина художника Хосе Марії Родріґеса де Лосади, 1892—1894.

Ще попередник Альфонсо Х, його батько Фердинанд ІІІ Святий мав намір уніфікувати правові норми у межах всієї християнської Іспанії. Однак його задуми так і не були втілені.
Альфонсо Х зайняв іспанський трон після смерті батька в 1252 р. Це був надзвичайно освічений монарх з різнобічними інтересами. Не останнє місце серед його зацікавлень посідала юриспруденція — Альфонсо замолоду оволодів основами римського класичного права під керівництвом одного з викладачів Болонського університету.

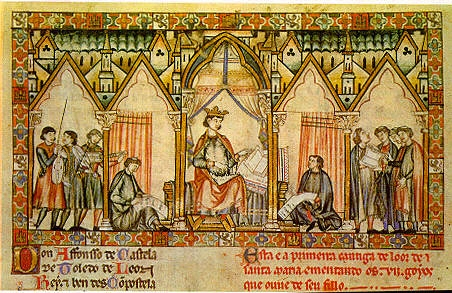
Сім Партид Альфонсо Мудрого. Літописна мініатюра.

Ініціатива створення нового зводу законів належала саме Альфонсо Х, який прагнув встановити однакові правила нормативного регулювання для всього королівства.
Серед дослідників немає однозначного обґрунтування щодо датування та авторів Семи Партид. Є думка, обґрунтована на підставі одного з рукописів збірника, що кодифікаційні роботи почалися в другій половині 50-х рр. ХІІІ ст. і тривали з 26 червня 1256 до 28 серпня 1265 р. Одні дослідники вважають, що Альфонсо Х взяв безпосередню участь у створенні принаймні частини збірника законів, інші висловлюються, що Сім Партид були укладені командою правників на чолі з передовим юристом того часу Якобо Руїсом (ісп. Maestro Jacobo o Jácomo Ruiz, див.: Maestro Jacobo) під наглядом короля.
Серед юридичних джерел Семи Партид називають: римське класичне право, пояснення глоссаторів до Зводу римського права імператора Юстиніана, Декреталії Григорія ІХ, лангобардське феодальне право. Також, безперечно, розробники не могли не врахувати положень іспанського звичаєвого права.
Законотворчі роботи були закінчені до 28 серпня 1265 р. Новостворений звід законів спочатку мав назву «Книга законів, яку написав благородний дон Альфонсо», однак пізніше, зважаючи, що це був закон в семи книгах (Партидах), цей кодекс отримав назву Сім Партид.
У 1348 р. на засіданні кортесів в Алкала де Енарес його було прийнято як офіційний закон. Відтоді Сім Партид стали основним джерелом права в Іспанії та її колоніях, залишаючись таким аж до прийняття нових Кримінального (1848) та Цивільного (набув чинності 1 травня 1889) кодексів Іспанії. У судовій практиці Іспанії траплялося застосування Семи Партид аж до кінця 1960-х рр..

## Структура

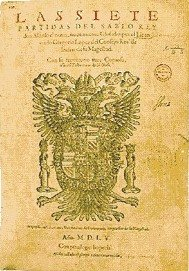
Титульна сторінка видання «Семи Партид» упорядкованого Г. Лопесом. Саламанка, 1555.

Кодифікація нараховує понад 2 тисячі 500 законів, котрі розділені на 7 частин (партид). Кожна Партида присвячена певній сфері правового регулювання.
- Перша партида. Загальні норми (про право, про закон, про правовий звичай). Норми канонічного права.
- Друга партида. Норми державного права. Про правовий статус монарха та різних верств населення.
- Третя партида. Норми судового (процесуального) права.
- Четверта партида. Сімейне право.
- П'ята партида. Зобов'язальне право. Право договорів.
- Шоста партида. Спадкове право.
- Сьома партида. Кримінальне та кримінально-процесуальне право[8][9].

## Публікації (видання Партид)
- Las Siete Partidas del Rey Don Alfonso X El Sabio, edición de 1807. Tomo I [Архівовано 10 серпня 2007 у Wayback Machine.], II [Архівовано 10 серпня 2007 у Wayback Machine.] y III [Архівовано 12 серпня 2013 у Wayback Machine.] (edición facsimilar en PDF). (ісп.)
- Las siete partidas del rey Don Alfonso el Sabio. — Madrid: Imprenta Real, 1807. (ісп.)
- Las siete partidas del rey don Alfonso el Sabio. — París: Lecointe y Lasserre, 1843. (ісп.) , (лат.)
- Ordenamiento de Leyes que el rey D. Alfonso XI hizo en las Cortes de Alcalá de Henares, en el año 1348, edición de la Real Academia de la Historia, Madrid, 1845, t. I. [Архівовано 4 липня 2013 у Wayback Machine.] (ісп.)
- Las Siete Partidas (Alfonso X El Sabio) — Alfonso X El Sabio (1121—1284). Luarna.